# Elecciones municipales de Mariscal Nieto de 2018
Las elecciones municipales de Mariscal Nieto de 2022 se llevaron a cabo el 7 de octubre de 2018 para elegir al alcalde y al Concejo Provincial de Mariscal Nieto para el periodo 2019-2022. La elección se celebró simultáneamente con elecciones regionales y municipales (provinciales y distritales) en todo el país.
Como resultado de esta elección, Abraham Cárdenas Romero, candidato de Unión por el Perú, obtuvo el 21.81% de votos válidos y resultó electo como alcalde provincial de Mariscal Nieto.

## Sistema electoral
La Municipalidad Provincial de Mariscal Nieto es el órgano administrativo y de gobierno de la provincia de Mariscal Nieto. Está compuesta por el alcalde y el Concejo Provincial.
La votación del alcalde y el concejo se realiza en base al sufragio universal, que comprende a todos los ciudadanos nacionales mayores de dieciocho años, empadronados y residentes en la provincia de Mariscal Nieto y en pleno goce de sus derechos políticos, así como a los ciudadanos no nacionales residentes y empadronados en la provincia de Mariscal Nieto. No hay reelección inmediata de alcaldes.
El Concejo Provincial de Mariscal Nieto está compuesto por 9 regidores elegidos por sufragio directo para un período de cuatro (4) años, en forma conjunta con la elección del alcalde (quien lo preside). La votación es por lista cerrada y bloqueada. Se asigna a la lista ganadora los escaños según el método d'Hondt o la mitad más uno, lo que más le favorezca.

## Composición del Concejo Provincial de Mariscal Nieto
La siguiente tabla muestra la composición del Concejo Provincial de Mariscal Nieto antes de las elecciones.
| Partidos | Partidos                                                            | Regidores |
| -------- | ------------------------------------------------------------------- | --------- |
|          | Movimiento Líder - Lista de Integración para el Desarrollo Regional | 6         |
|          | Movimiento Independiente Unidos Vamos Adelante - Mi Uva             | 3         |

## Partidos y candidatos
A continuación se muestra una lista de los principales partidos y alianzas electorales que participaron en las elecciones:
| Candidatura | Candidatura | Partidos y alianzas                                                   | Candidato | Candidato                     | Ideología                                                         | Resultado previo | Resultado previo | Ref.  |
| Candidatura | Candidatura | Partidos y alianzas                                                   | Candidato | Candidato                     | Ideología                                                         | Votos (%)        | Reg.             | Ref.  |
| ----------- | ----------- | --------------------------------------------------------------------- | --------- | ----------------------------- | ----------------------------------------------------------------- | ---------------- | ---------------- | ----- |
|             | UVA         | Lista - Movimiento Independiente Unidos Vamos Adelante - Mi Uva (UVA) |           | Luis Zubia Cortez             | Regionalismo moqueguano                                           | 35.21%           | 3                | [ 3 ] |
|             | SC          | Lista - Somos Cambio (SC)                                             |           | Jubencio Palomino Flores      | Regionalismo moqueguano                                           | 5.39%            | 0                | [ 3 ] |
|             | VP          | Lista - Vamos Perú (VP)                                               |           | Grover Santoyo Ccallohuari    | Populismo Socialdemocracia                                        | 1.29%            | 0                | [ 3 ] |
|             | AP          | Lista - Acción Popular (AP)                                           |           | Willy Zeballos Salinas        | Partido atrapalotodo                                              | 0.47%            | 0                | [ 3 ] |
|             | PPC         | Lista - Partido Popular Cristiano (PPC)                               |           | Guillermo Verástegui Carranza | Democracia cristiana Conservadurismo social Liberalismo económico | Nuevo            | Nuevo            | [ 3 ] |
|             | UPP         | Lista - Unión por el Perú (UPP)                                       |           | Abraham Cárdenas Romero       | Etnocacerismo Nacionalismo de izquierda Ultranacionalismo         | Nuevo            | Nuevo            | [ 3 ] |
|             | AvP         | Lista - Avanza País (AvP)                                             |           | Henry Valdivia Solórzano      | Conservadurismo liberal Liberalismo clásico                       | Nuevo            | Nuevo            | [ 3 ] |
|             | FP          | Lista - Fuerza Popular (FP)                                           |           | Vicente Nina Rivero           | Fujimorismo Conservadurismo social Populismo de derecha           | Nuevo            | Nuevo            | [ 3 ] |
|             | PPK         | Lista - Peruanos Por el Kambio (PPK)                                  |           | Abraham Ponce Sosa            | Liberalismo económico Conservadurismo progresista                 | Nuevo            | Nuevo            | [ 3 ] |
|             | PN          | Lista - Perú Nación (PN)                                              |           | Iris Velásquez Ramos          | Conservadurismo social Democracia cristiana                       | Nuevo            | Nuevo            | [ 3 ] |
|             | PL          | Lista - Perú Libertario (PL)                                          |           | Nazario Revilla Flores        | Socialismo del siglo XXI Marxismo-leninismo Mariateguismo         | Nuevo            | Nuevo            | [ 3 ] |
|             | JP          | Lista - Juntos por el Perú (JP)                                       |           | Pedro Tito Calizaya           | Socialismo democrático Progresismo                                | Nuevo            | Nuevo            | [ 3 ] |
|             | PP          | Lista - Podemos por el Progreso del Perú (PP)                         |           | Jasson Zúñiga Pacho           | Conservadurismo social Populismo Nacionalismo                     | Nuevo            | Nuevo            | [ 3 ] |

## Sondeos de opinión
La siguiente tabla enumera las estimaciones de la intención de voto en orden cronológico inverso, mostrando las más recientes primero y utilizando las fechas en las que se realizó el trabajo de campo de la encuesta. Cuando se desconocen las fechas del trabajo de campo, se proporciona la fecha de publicación.
Leyenda:
     Sondeo realizado en el periodo de prohibición legal de la difusión de sondeos de intención de voto.

### Intención de voto
La siguiente tabla enumera las estimaciones ponderadas (sin incluir votos en blanco y nulos) de la intención de voto.
| Encuestadora/Medio             | Fecha          | Muestra | Abraham Cárdenas | Pedro Tito | Willy Zeballos | Abraham Ponce | Jubencio Palomino | Jasson Zúñiga | Luis Zubia | Dif. |  |  |  |  |
| ------------------------------ | -------------- | ------- | ---------------- | ---------- | -------------- | ------------- | ----------------- | ------------- | ---------- | ---- |  |  |  |  |
| Encuestadora/Medio             | Fecha          | Muestra |                  |            |                |               |                   |               |            |      |  |  |  |  |
| Elecciones municipales de 2018 | 7 oct 2018     | —       | 21.8             | 16.7       | 12.6           | 11.2          | 9.3               | 8.5           | 6.3        | 5.1  |  |  |  |  |
|                                |                |         |                  |            |                |               |                   |               |            |      |  |  |  |  |
| Ipsos Perú/América             | 7 oct 2018     | ?       | 21.9             | 17.7       | 11.5           | 11.3          | –                 | –             | –          | 4.2  |  |  |  |  |
| Ipsos Perú/América             | 7 oct 2018     | ?       | 24.9             | 13.9       | 10.0           | 11.9          | –                 | –             | –          | 11.0 |  |  |  |  |
| Visión & Perspectiva           | 15–18 sep 2018 | 600     | 44.7             | 7.2        | 5.1            | 19.3          | 8.8               | 5.1           | –          | 25.4 |  |  |  |  |
| Idessia/Radio Americana        | 15–16 sep 2018 | 440     | 31.5             | 8.1        | 8.1            | 25.1          | 12.2              | 10.6          | –          | 6.4  |  |  |  |  |
| Abba Consultores               | 9–16 sep 2018  | ?       | 24.5             | 20.8       | 6.8            | 25.3          | 12.2              | –             | –          | 0.8  |  |  |  |  |
| Transparencia Democrática      | 8–9 sep 2018   | ?       | 26.2             | 20.8       | –              | 19.0          | –                 | 16.2          | –          | 5.4  |  |  |  |  |
| Transparencia Democrática      | 28–29 jul 2018 | ?       | 22.9             | 20.6       | –              | 16.7          | –                 | 8.9           | –          | 2.3  |  |  |  |  |
| Transparencia Democrática      | 25 jun 2018    | ?       | 29.9             | 14.5       | –              | –             | –                 | –             | 20.7       | 9.2  |  |  |  |  |

### Preferencias de voto
La siguiente tabla enumera las preferencias de voto en bruto (incluyendo blancos, viciados y sin respuesta) y no ponderadas.
| Encuestadora/Medio             | Fecha          | Muestra | Abraham Cárdenas | Pedro Tito | Willy Zeballos | Abraham Ponce | Jubencio Palomino | Jasson Zúñiga | Luis Zubia | B/V  | NS/NO | Dif. |  |  |  |
| ------------------------------ | -------------- | ------- | ---------------- | ---------- | -------------- | ------------- | ----------------- | ------------- | ---------- | ---- | ----- | ---- |  |  |  |
| Encuestadora/Medio             | Fecha          | Muestra |                  |            |                |               |                   |               |            |      |       |      |  |  |  |
| Elecciones municipales de 2018 | 7 oct 2018     | —       | 17.8             | 13.6       | 10.3           | 9.2           | 7.6               | 6.9           | 5.2        | 18.5 | –     | 4.2  |  |  |  |
|                                |                |         |                  |            |                |               |                   |               |            |      |       |      |  |  |  |
| Visión & Perspectiva           | 15–18 sep 2018 | 600     | 21.7             | 3.5        | 2.5            | 9.4           | 4.3               | 2.5           | –          | 16.4 | 35.0  | 12.3 |  |  |  |
| Idessia/Radio Americana        | 15–16 sep 2018 | 440     | 17.6             | 4.5        | 4.5            | 14.0          | 6.8               | 5.9           | –          | 8.6  | 35.6  | 3.6  |  |  |  |
| Abba Consultores               | 9–16 sep 2018  | ?       | 14.1             | 12.0       | 3.9            | 14.6          | 7.0               | –             | –          | –    | 42.4  | 0.5  |  |  |  |
| Transparencia Democrática      | 8–9 sep 2018   | ?       | 20.4             | 16.2       | –              | 14.8          | –                 | 12.6          | –          | –    | 22.2  | 4.2  |  |  |  |
| Transparencia Democrática      | 28–29 jul 2018 | ?       | 16.5             | 14.8       | –              | 12.0          | –                 | 6.4           | –          | –    | 28.0  | 1.7  |  |  |  |
| Transparencia Democrática      | 25 jun 2018    | ?       | 18.9             | 9.2        | –              | –             | –                 | –             | 13.1       | –    | 36.7  | 5.8  |  |  |  |

## Resultados

### Sumario general
| |                                                               |              |              |              |           |           |
| Partidos y coaliciones | Partidos y coaliciones                                        | Voto popular | Voto popular | Voto popular | Regidores | Regidores |
| Partidos y coaliciones | Partidos y coaliciones                                        | Votos        | %            | +/−          | Total     | +/−       |
| | Unión por el Perú (UPP)                                       | 10,142       | 21.81        | n/a          | 6         | +6        |
| | Juntos por el Perú (JP)                                       | 7,744        | 16.66        | Nuevo        | 1         | +1        |
| | Acción Popular (AP)                                           | 5,853        | 12.59        | +12.12       | 1         | +1        |
| | Peruanos Por el Kambio (PPK)                                  | 5,228        | 11.24        | Nuevo        | 1         | +1        |
| | Somos Cambio (SC)1                                            | 4,321        | 9.29         | +3.90        | 0         | ±0        |
| | Podemos por el Progreso del Perú (PP)                         | 3,966        | 8.53         | Nuevo        | 0         | ±0        |
| | Movimiento Independiente Unidos Vamos Adelante - Mi Uva (UVA) | 2,944        | 6.33         | –28.88       | 0         | –3        |
| | Perú Nación (PN)                                              | 1,807        | 3.89         | Nuevo        | 0         | ±0        |
| | Partido Popular Cristiano (PPC)                               | 1,348        | 2.90         | n/a          | 0         | ±0        |
| | Vamos Perú (VP)                                               | 1,181        | 2.54         | +1.25        | 0         | ±0        |
| | Fuerza Popular (FP)                                           | 808          | 1.74         | Nuevo        | 0         | ±0        |
| | Avanza País (AvP)                                             | 704          | 1.51         | Nuevo        | 0         | ±0        |
| | Perú Libertario (PL)                                          | 446          | 0.96         | Nuevo        | 0         | ±0        |
| |                                                               |              |              |              |           |           |
| Total | Total                                                         | 46,492       |              |              | 9         | ±0        |
| |                                                               |              |              |              |           |           |
| Votos válidos | Votos válidos                                                 | 46,492       | 81.47        | –6.04        |           |           |
| Votos en blanco | Votos en blanco                                               | 4,871        | 8.54         | +2.84        |           |           |
| Votos nulos | Votos nulos                                                   | 5,705        | 10.00        | +3.21        |           |           |
| Votos emitidos | Votos emitidos                                                | 57,068       | 84.63        | –3.51        |           |           |
| Abstenciones | Abstenciones                                                  | 10,365       | 15.37        | +3.51        |           |           |
| Votantes registrados | Votantes registrados                                          | 67,433       |              |              |           |           |
| |                                                               |              |              |              |           |           |
| Fuente: |                                                               |              |              |              |           |           |
| Notas al pie: 1 Comparado con los resultados del Movimiento Político Regional Contigo Moquegua (CM) en las elecciones de 2014. |                                                               |              |              |              |           |           |
| Notas al pie: |                                                               |              |              |              |           |           |
| 1 Comparado con los resultados del Movimiento Político Regional Contigo Moquegua (CM) en las elecciones de 2014.               |                                                               |              |              |              |           |           |

### Concejo Provincial de Mariscal Nieto
| Cargo                                 | Autoridad electa        | Partido político | Partido político       |
| ------------------------------------- | ----------------------- | ---------------- | ---------------------- |
| Alcalde Provincial de Mariscal Nieto  | Abraham Cárdenas Romero |                  | Unión por el Perú      |
| Regidora Provincial de Mariscal Nieto | Roxana Churata Condori  |                  | Unión por el Perú      |
| Regidora Provincial de Mariscal Nieto | Ysabel Vera Manrique    |                  | Unión por el Perú      |
| Regidor Provincial de Mariscal Nieto  | Augusto Toledo Cuayla   |                  | Unión por el Perú      |
| Regidor Provincial de Mariscal Nieto  | Branndy Nina Salas      |                  | Unión por el Perú      |
| Regidor Provincial de Mariscal Nieto  | Fidel Quispe Belizario  |                  | Unión por el Perú      |
| Regidor Provincial de Mariscal Nieto  | Miriam Poma Apaza       |                  | Unión por el Perú      |
| Regidor Provincial de Mariscal Nieto  | Ángel Panca Quispe      |                  | Juntos por el Perú     |
| Regidor Provincial de Mariscal Nieto  | Víctor Revilla Coayla   |                  | Acción Popular         |
| Regidor Provincial de Mariscal Nieto  | Salomón Apaza Yucra     |                  | Peruanos Por el Kambio |

## Elecciones municipales distritales

### Sumario general
|         | Acción Popular (AP)                                                  | 2 | +2 |  |  |  |
|         | Frente de Integración Regional Moquegua Emprendedora - FIRME (FIRME) | 2 | +2 |  |  |  |
|         | Unión por el Perú (UPP)                                              | 1 | +1 |  |  |  |
|         |                                                                      |   |    |  |  |  |
| Total   | Total                                                                | 5 | ±0 |  |  |  |
|         |                                                                      |   |    |  |  |  |
| Fuente: |                                                                      |   |    |  |  |  |

### Resultados por distrito
La siguiente tabla enumera el control de los distritos de la provincia de Mariscal Nieto. El cambio de mando de una organización política se resalta del color de ese partido.
| Distrito                 | Alcalde titular           | Partido político | Partido político               | Alcalde electo        | Partido político | Partido político               |
| ------------------------ | ------------------------- | ---------------- | ------------------------------ | --------------------- | ---------------- | ------------------------------ |
| Carumas                  | Romel Cuayla Gutiérrez    |                  | Unidos Vamos Adelante          | Erly Córdova Falcón   |                  | Acción Popular                 |
| Cuchumbaya               | Vladimir Gonzales Maquera |                  | Unidos Vamos Adelante          | Armando Romero Torres |                  | Acción Popular                 |
| Samegua                  | José Flores Vera          |                  | Dignidad Sameguana             | Alonso Aragón Calcín  |                  | Unión por el Perú              |
| San Cristóbal de Calacoa | Alfredo Nina Calizaya     |                  | Integración para el Desarrollo | Ubaldo Cuayla Taco    |                  | Frente de Integración Regional |
| Torata                   | Tatiana Peñaloza Linares  |                  | Unidos por el Cambio           | Hernán Juárez Coayla  |                  | Frente de Integración Regional |